# 阿瓦斯 (洪都拉斯)
阿瓦斯（西班牙語：Ahuas），是洪都拉斯的城鎮，位於該國東部，由格拉西亞斯-阿迪奧斯省負責管轄，面積1,800.63平方公里，海拔高度56米，2001年人口6,039，人口密度每平方公里3.35人。
15°29′N 84°20′W / 15.483°N 84.333°W